# Русаков, Дмитрий Игнатьевич
Дми́трий Игна́тьевич Русако́в (1924—1997) — советский бригадир и передовик производства в строительной отрасли. Герой Социалистического Труда (1971).

## Биография
Родился 25 октября 1924 года в селе Верх-Бурла Каменского района Алтайского края, в период войны работал в колхозе.
С 1949 года работал мастером, с 1954 года — прорабом строительных организаций Новосибирска. В 1958 году из тридцати человек создал комплексную бригаду треста «Новосибирскжилстрой-1», организовал обучение членов бригады смежным профессиям. Плановые задания бригадой выполнялись на 130–135 процентов, была хорошо организована и рационализаторская работа: только в семилетку с 1958 по 1965 годов от внедрения рационализаторских предложений бригада имела экономический эффект в 52,5 тысячи рублей, сэкономила строительных материалов на 22,8 тысячи рублей. В 1960 году Д. И. Русаков окончил вечернее отделение Новосибирского индустриального техникума по специальности техник-строитель промышленного и гражданского строительства.
Бригадой Д. И. Русакова возведены многие крупные жилые массивы в Новосибирске. В 1966 года «за высокие показатели в труде» Указом Президиума Верховного Совета СССР Д. И. Русаков был награждён Орденом Трудового Красного Знамени.  В 1967 году бригаде Д. И. Русакова было присвоено звание «Бригада отличного качества».
7 мая 1971 года Указом Президиума Верховного Совета СССР «за выдающиеся успехи в выполнении пятилетнего плана» Дмитрий Игнатьевич Русаков был удостоен звания Героя Социалистического Труда с вручением Ордена Ленина и золотой медали «Серп и Молот».
В 1980 году на пенсии. Умер 5 декабря 1997 года в Новосибирске. Похоронен на Заельцовском кладбище (квартал 35н).

## Награды
- Медаль «Серп и Молот» (7.05.1971)
- Орден Ленина (7.05.1971)
- Орден Трудового Красного Знамени (1966)